# São Domingos de Benfica
São Domingos de Benfica es una freguesia portuguesa perteneciente al municipio de Lisboa. Posee un área de 4,30 km² de área y 33 678 habitantes (2001). La densidad poblacional asciende a 7 839,4 hab/km².

## Historia
Fue creada en 1959 por la división del área de las freguesias de Benfica y São Sebastião da Pedreira.

## Demografía
| Gráfica de evolución demográfica de São Domingos de Benfica entre 2011 y 2021 |
|                                                                               |
| Datos según el nomenclátor publicado por el INE portugués.                    |

## Património
- Palacete Rústico de mediados del siglo XIX
- Tumba de D. João das Regras, en la Igreja de São Domingos de Benfica
- Palácio dos Marqueses de Fronteira
- Capela dos Castros
- Edifício na Quinta das Rosas
- Quinta da Alfarrobeira
- Paláciodo Conde de Farrobo
- Igreja de São Domingos de Benfica
- Bairro Grandela
- Quinta do Beau-Séjour